# Джексон Роберт Скотт
Джексон Роберт Скотт (англ. Jackson Robert Scott; нар. 18 вересня 2008, Фінікс, Аризона, США) — американський актор. Відомий за роллю Джорджі Денбро в фільмах «Воно» і «Воно 2» і Боді Локка в серіалі «Ключі Локків».

## Фільмографія
| Рік       |    | Українська назва                   | Оригінальна назва     | Роль                  |
| --------- | -- | ---------------------------------- | --------------------- | --------------------- |
| 2015      | с  | Криміналісти: мислити як злочинець | Criminal Minds        | Коул Васкес           |
| 2017      | с  | Бійтеся ходячих мерців             | Fear the Walking Dead | Трой Отто в дитинстві |
| 2017      | ф  | Воно                               | It                    | Джорджі Денбро        |
| 2018      | кф | Шкіра                              | Skin                  | Трой                  |
| 2019      | ф  | Омен: Переродження                 | The Prodigy           | Майлз Блум            |
| 2019      | ф  | Воно 2                             | It Chapter Two        | Джорджі Денбро        |
| 2020      | ф  |                                    | Gossamer Folds        | Тейт Міллікін         |
| 2020      | кф |                                    | Rising                | Люк                   |
| 2020—2022 | с  | Ключі Локків                       | Locke & Key           | Боді Локк             |
| 2023      | ф  |                                    | Jesus Revolution      | юний Грег Лорі        |